# الدوري التشيلي لكرة القدم 1956
الدوري التشيلي لكرة القدم 1956 (بالإسبانية: Primera División de Chile 1956)‏ هو الموسم 24 من الدوري التشيلي لكرة القدم. كان عدد الأندية المشاركة فيه 14، وفاز فيه كولو-كولو.